# علیمردان توپچوباشوف
علیمردان بیگ توپچوباشوف یا علیمردان علی اکبر اوغلو توپچوباشوف (ترکی آذربایجانی: Əlimərdan Topçubaşov; مه ۴، ۱۸۶۲، تفلیس – نوامبر ۸، ۱۹۳۴، پاریس) سیاست‌مدار، وکیل، وزیر امور خارجه برجسته و رئیس پارلمان جمهوری دمکراتیک آذربایجان بود. وی اولین حزب اسلام‌گرای روسیه را با نام حزب اتفاق‌المسلمین در نیژنی نووگورود تأسیس کرد؛ و سابقه راه‌یابی به مجلس دومای قانونگذاران امپراطوری روسیه را در کارنامه خود دارد.

## زندگی‌نامه
علیمردان بیگ توپچوباش اف در سال 1863 در یک خانواده خدمتکار به دنیا آمد. او تحصیلات اولیه خود را در نخستین کالج تفلیس گذرانده و در سال ۱۸۸۴ با موفقیت به پایان رسانیده و وارد رشته تاریخ و علم زبان دانشگاه پترزبورگ شد؛ ولی پس از ترم اول، او به رشته حقوق تغییر رشته داد و در سال ۱۸۸۸ تحصیلات خود را با موفقیت به پایان رسانیده و عنوان کاندیدا دکترای علم حقوق را دریافت نمود. شورای علمی دانشکده حقوق دانشگاه پترزبورگ تصمیم به ابقاء توپچوباش اف در گروه حقوق مدنی و آماده‌سازی برای ارتقاء تا درجه استادی گرفت. اما این تصمیم فقط درصورت پذیرش دین ارتدکس توسط وی قابل اجرا بود. علیمردان بیگ توپچوباش اف از پذیرش دین ارتدکس خودداری ورزید و قانون تزاری در مورد دانشگاه توپچوباش اف که غیرمسیحی بود، را برای احراز مقام مزبور واجد شرایط ندانست.
آقای توپچوباش اف پس از این رویداد با مراجعت به تفلیس، به شغل وکالت در دادگاه‌ها مشغول بود و در مدرسه ژئودزی تفلیس به تدریس علم حقوق مبادرت می‌نمود.
در تاریخ ۸ نوامبر ۱۹۳۴ در حومه پاریس فوت کرد و قبر علیمردان بیگ توپچوباش اف در گورستان شهر سن کلو واقع می‌باشد.

## فعالیت‌ها
- علیمردان بیگ توپچوباش اف در سال ۱۸۹۶ به باکو آمد و به فعالیت وکالت پرداخت و چندین محاکمه پیچیده را برد. این دستاوردها احترام و نفوذ زیادی در میان جمعیت شهری به او اعطا کرد. او از سال ۱۸۹۷ تا اواخر ۱۹۱۷ یکی از مؤسسین و سردبیران روزنامه «کاسپی» بود. در طی این سال‌ها صدها مقاله وی منتشر شد. در این مقالات، توپچوباش اف در مورد تعدادی شعرا، نویسندگان، نمایشنامه نویس، روشنفکران و چهره‌های برجسته آذربایجان مقالات تحریریه علمی، نظری، شرایط مسلمانان ساکن امپراتوری روسیه و محکومیت سیاست‌های تبعیض رژیم تزاری منتشرکرد.
- توپچوباش اف از دوران آغاز فعالیت روزنامه‌نگاری وارد عرصه مبارزه سیاسی و اجتماعی باکو شد، تا پایان عمر خود در خط مقدم این مبارزه بود و به یکی از سردمداران آن تبدیل گشت. سال‌های ۱۹۰۵ تا ۱۹۰۷ در دوران انقلاب روس، خیلی از روشنفکران آذربایجان، از جمله علیمردان بیگ توپچوباش اف به مبارزه آزادی ملی پیوست. او در این دوره چندین تقاضا برای دولت تزاریه نوشت و از منافع کارگران دفاع کرد و در جلسات، گردهمایی‌ها و تظاهرات سخنرانی می‌کرد، عضو و سپس رئیس دومای (پارلمان) باکو انتخاب شد و ضمن شرکت در تشکیل و فعالیت سازمان «اتفاق المسلمین»، اسناد برنامه آن را تنظیم کرد، همایش‌های اول تا چهارم سازمان «اتفاق المسلمین» در شهرهای نیژنی نووگورود و سنت پترزبورگ به ریاست وی برگزار گردید و عضو دفتر دائم کمیته مرکزی انتخاب شده از سوی «اتفاق المسلمین» بود.
- در ماه سپتامبر سال ۱۹۰۵ حکومت تزار به پرولتاریای باکو اجازه داد تا به منظور جلوگیری از مبارزه انقلابی، نشست کارکنان بخش صنعت نفت و نمایندگان کارگران برگزار کند. جهت اعزام نمایندگان به این نشست، انتخابات برگزار شد. علیمردان بیگ توپچوباش اف نیز در میان نمایندگان منتخب در نشست بود. جلسه یاد شده به تاریخ ۳۰ سپتامبر در سنت پترزبورگ افتتاح گردید و توپچوباش اف با ارائه گزارشی مبنی بر وضع اسفبار کارگران باکو، از منافع آنان دفاع کرد. حکومت تزاری با هراس از تقویت فزایندهٔ مبارزه انقلابی کارگران روسیه، در دسامبر ۱۹۰۵ قانون انتخابات دومای دولتی را تصویب کرد. طی ماه‌های مارس و آوریل سال ۱۹۰۶ در استان‌های باکو و یلیزاوتپول (گنجه) نخستین بار انتخابات دومای دولتی برگزار گردید.
- از آذربایجان علاوه بر اسماعیل خان زیادخان اف، م. علی اف، اَ. خاص محمداف و دیگران، علیمردان بیگ توپچوباش اف نیز در اولین دومای دولتی انتخاب شد. از تاریخ ۲۷ آوریل تا ۸ ژوئیه سال ۱۹۰۶ اولین دومای دولتی در سنت پتربورگ فعالیت داشت. توپچوباش اف در مذاکره تعدادی از مسایل مورد مذاکره در دوما شرکت کرد، از سیاست‌های دولت در زمینه زراعت و مهاجرت انتقاد و نیز از درخواست اعطای خودمختاری به اقلیت‌ها در روسیه، و بخصوص مسلمانان حمایت نمود. نمایندگان مناطق مسلمان‌نشین روسیه در دومای دولتی شخصاً به رهبری توپچوباش اف اقدام به تشکیل فراکسیون مسلمانان کرد. حکومت تزاری ۷۲ روز بعد دومای نمایندگان منتقد فعالیت‌های حکومت و دارای موضع انقلابی را منحل ساخت. حدود ۲۰۰ نماینده با اعتراض به انحلال دوما، در تاریخ ۹ تا ۱۰ سال ۱۹۰۶ ضمن تشکیل جلسه در شهر وایبورگ، «تقاضانامه وایبورگ» را تصویب کردند. توپچوباش اف نیز یکی از امضا کنندگان این تقاضانامه بود. فعالیت‌های سیاسی و اجتماعی توپچوباش اف پس از انقلاب فوریه و کودتای اکتبر سال‌های ۱۹۱۷ بیش از پیش گسترش یافت و او با تمام قدرت وارد مبارزه در راه استقلال ملی آذربایجان شد.
- در تاریخ ۵ مارس سال ۱۹۱۷ شورای سازمان‌های اجتماعی و کمیته اجرائی آن در باکو تشکیل گردید. علاوه بر محمدحسن حاجینسکی، ی. فرولوف، ی. حیدراف و دیگران، علیمردان بیگ توپچوباش اف نیز به عضویت این کمیته درآمد. در ماه ژوئیه نیز هیئت جدید ۳۳ نفره کمیته فوق تشکیل جلسه داد. آقای توپچوباش اف به ریاست کمیته انتخاب شد. در ۲۹ مارس ۱۹۱۷ کمیته اجرایی موقت شورای ملی مسلمانان در باکو تشکیل شد. چهره‌هایی مثل محمد امین رسولزاده، محمدحسن حاجینسکی، توپچوباش اف و دیگران به عنوان اعضای کمیته انتخاب شدند. در نتیجه زحمات و فعالیت‌های بی‌وقفه رهبران این کمیته، در تاریخ ۱۵ تا ۲۰ آوریل سال ۱۹۱۷ کنگره مسلمانان قفقاز در باکو تشکیل گردید. این کنگره به ریاست توپچوباش اف برگزار شد. وی به عنوان رئیس کمیته در اولین سخنرانی اش ضمن انتقاد از سیاست‌های ضدمردمی حکومت تزاری اعلام کرد که سیاست‌های حکومت قدیم روس نسبت به ملت‌های غیرروس ساکن روسیه عبارت از سیاست تجزیه بود و این امر زمانی در میان ارامنه و مسلمانان بروز یافت. در تاریخ ۱۲ الی ۱۵ اوت سال ۱۹۱۷ جلسه دولتی در مسکو تشکیل شد. در میان ۳۴ نماینده مسلمان از نقاط مختلف روسیه که توسط حکومت موقت تشکیل گردید، علیمردان بیگ توپچوباش اف نیز به نمایندگی از آذربایجان حضور داشت.
- روز ۱۳ اوت جلسه نمایندگان مسلمان نشست مسکو برگزار شد. در این نشست، کمیسیون مسئول تهیه گزارش نمایندگانی که قرار بود سخنرانی کنند، تشکیل گردید. کار تهیه گزارش و سخنرانی از سوی کمیسیون مزبور به علیمردان بیگ توپچوباش اف واگذار شد. توپچوباش اف طی سخنانی گفت که مسلمانان روسیه از سرنگونی تزاریزم استقبال کرده و در هر جا به حفظ و تقویت سازمان‌های اجتماعی و سیاسی و دستاوردهای انقلابی- آزادی، برابری و برادری مبادرت می‌نمایند. در تاریخ ۵ تا ۶ و ۱۲ سپتامبر ۱۹۱۷ جلسه بعدی کمیته سازمان‌های اجتماعی مسلمان باکو تشکیل شد. در این جلسه علیمردان بیگ توپچوباش اف به ریاست کمیته، محمدامین رسولزاده و فتحعلی خان خویسکی به عنوان معاونان رئیس انتخاب شدند؛ و در ماه‌های اکتبر و نوامبر او بر اساس حق رأی عمومی در انتخابات دومای باکو شرکت کرد و به عنوان عضو دوما انتخاب شد.
- توپچوباش اف یکی از افرادی بود که سعی در جلوگیری هر چه سریعتر از کشتار جمعی مردم آذربایجان توسط بلشویک‌ها و داشناک‌ها به تاریخ ۳۰ مارس و اول آوریل ۱۹۱۸ در باکو داشت و در «کنفرانس صلح» مورخ اول آوریل به رهبری آ. جاپاریدزه شرکت کرد و مطالبات کمیته دفاع انقلابی را پذیرفت.
- علیمردان بیگ توپچوباش اف که با خوشحالی فراوان از تأسیس جمهوری خلق آذربایجان استقبال کرد، در دولت دوم فتحعلی خان خویسکی مورخ ژوئن ۱۹۱۸ به عنوان وزیر فاقد مقام و در ماه اکتبر نیز به عنوان وزیر امورخارجه منصوب گردید. وی از روز برقراری جمهوری خلق آذربایجان به عنوان یک دانشمند حقوقدان با نیروی هر چه تمامتر در راستای به رسمیت شناخته شدن دولت از طرف کشورهای جهان و ایجاد روابط دیپلماتیک تلاش کرد.
- دولت آذربایجان با هدف برقراری روابط دیپلماتیک با امپراتوری عثمانی و بواسطه آن با کشورهای اروپایی، علیمردان بیگ توپچوباش اف را به عنوان وزیر با اختیارات فوق‌العاده به استانبول اعزام کرد. در تلگرام فتحعلی خان خویسکی به محمد امین رسول زاده که رئیس وقت دفتر نمایندگی آذرایجان در استانبول بود، آمده‌است: «طی مصوبه مورخ ۲۰ اوت ۱۹۱۸ دولت، علیمردان بیگ توپچوباش اف که عضو حکومت آذربایجان بود، به عنوان وزیر دارای اختیارات کامل در کلیه مسایل مربوط به منافع جمهوری آذربایجان جهت دیدار و گفتگو با حکومت امپراتوری عثمانی اعزام می‌گردد».
- توپچوباش اف که به تاریخ ۲۳ اوت ۱۹۱۸ از گنجه شروع به سفر کرد، با حرکت از مسیر تفلیس و باتوم، پس از مشکلات عدیده در اواخر ماه سپتامبر به استانبول رسید.
- وی پس از ورود به استانبول ظرف کوتاه مدت، یعنی در ماه‌های اکتبر و نوامبر ۱۹۱۸ ضمن دیدار با سلطان عثمانی و تعدادی وزرا و دیپلمات، آنان را در جریان وضع سیاسی و اقتصادی آذربایجان قرار داد و پیرامون مسایل مختلف به تبادل نظر پرداخت. در مورد بند مربوط به آذربایجان قرارداد مودروس به وزارت امورخارجه ترکیه یادداشت اعتراض ارائه کرد. او نشان داد که این قرارداد «موجب تسهیل اشغال آذربایجان می‌گردد که کشور را در معرض خطر قرار می‌دهد… واگذاری راه‌آهن جمهوری آذربایجان به یک کشور خارجی با قوانین بین‌المللی مطابقت ندارد».

## فعالیت او در پارلمان آذربایجان
- ۷ دسامبر سال ۱۹۱۸ پارلمان آذربایجان در شرایط سیاسی بسیار دشوار فعالیت خود را آغاز کرد. محمد امین رسول زاده رئیس شورای ملی و حزب مساوات ضمن افتتاح پارلمان، ضمن تبریک این رویداد مهم به اعضای آن، آنان را به حراست از منافع و امنیت مردم فراخواند. درعین حال، رسول زاده انتخاب رئیس و معاون پارلمان را پیشنهاد کرد.
- علیمردان بیگ توپچوباش اف که علی‌رغم حضور در استانبول، در آذربایجان و همچنین کل قفقاز از شهرت و احترام فراوانی برخوردار بود، به اتفاق آراء به ریاست اولین پارلمان آذربایجان انتخاب شد. طبق نوشته ف. کاظم‌زاده تاریخ‌دان: «علیمردان بیگ توپچوباش اف که به ریاست پارلمان انتخاب گردید، یک حقوقدان تحصیل کرده و در دیدگاه‌های خود پایدار بود».
- روز ۲۸ دسامبر پارلمان آذربایجان هیاتی را جهت سفر به کنفرانس صلح پاریس انتخاب کرد. اعضای هیئت عبارتند: ع. توپچوباش اف (رئیس پارلمان)، محمدحسن حاجینسکی (نائب رئیس)، اَ. شیخ الاسلام اف، احمد بیگ آقایف، م. محرم اف، ج. حاج بیگلی و م. مهدی اف. هیئت آذربایجانی که عازم کنفرانس صلح پاریس بود، ۲۰ ژانویه ۱۹۱۹ به استانبول آمد؛ ولی حکومت فرانسه ویزای ورود آنان به پاریس را صادر نکرد. بعد از این علیمردان بیگ توپچوباش اف ضمن دیدار با دیپلمات‌ها و نمایندگان کشورهای ترکیه، ایران، روسیه، آمریکا، انگلیس و فرانسه، در مورد شرایط سیاسی و اقتصادی آذربایجان به آنان اطلاع داد و خواستار حمایت از به رسمیت شناخته شدن آذربایجان به عنوان یک دولت مستقل از سوی آن کشورها شد. نه تنها نمایندگان آذربایجان، بلکه بخشی از نمایندگان دان، کوبان، اتحاد کوهستانی‌ها، اوکراین و گرجستان نیز اجازه ورود به پاریس نیافتند. آن‌ها نیز در استانبول بودند. نمایندگان این کشورها شروع به تلاش مشترک برای گرفتن ویزای پاریس کردند. یادداشت تفاهمنامه‌ای به رهبری علیمردان بیگ توپچوباش اف تنظیم شد و نمایندگان با امضای آن، تقدیم دریاسالار «وب» کمیساریای عالی بریتانیا در استانبول نمودند. درست سه ماه از مبارزه سرسخت، یعنی روز ۲۲ آوریل ۱۹۱۹ ع. توپچوباش اف در رأس هیئت آذربایجانی عازم پاریس شد. نمایندگان آذربایجان که در اوایل ماه مه به پاریس رسیدند، طی یک ماه با هیئت‌های لهستان، گرجستان، ایران، آمریکا، انگلیس و سایر کشورها دیدار و دربارهٔ شرایط سیاسی و اقتصادی گفتگو کردند. ظرف این یک ماه یکی از دستاوردهای مهم نمایندگان آذربایجان به رهبری ع. توپچوباش اف، دیدار با وودرو ویلسون رئیس‌جمهور آمریکا که از چهره‌های برجسته سیاسی آن دوران بود، می‌باشد.

## فعالیت وی در خارج از آذربایجان
در تاریخ ۲۸ ماه مه سال ۱۹۱۹ و. ویلسون رئیس‌جمهوری ایالات متحده آمریکا هیئت آذربایجانی به رهبری ع. توپچوباش اف را به حضور پذیرفت. توپچوباش اف با ارائه اطلاعات جامع به رئیس‌جمهوری آمریکا در خصوص وضعیت سیاسی و اقتصادی آذربایجان، از جمله قفقاز و آذربایجانی‌ها، یادداشت تفاهمنامه ۳ ماده‌ای جهت ارائه به کنفرانس صلح پاریس را تقدیم ویلسون کرد. با وجود اینکه نمایندگان آذربایجان در این نشست به اهداف خود نرسیدند، ولی و. ویلسون به آنان اطمینان داد که: «... از این پس مردم آذربایجان در امر حفظ آزادی و استقلال خود… از مساعدت و حمایت‌های آمریکای بزرگ برخوردار خواهند شد».
«یادداشت صلح پاریس نمایندگان جمهوری آذربایجان قفقاز» که شخصاً توسط ع. توپچوباش اف تنظیم گردید، به دبیرخانه کنفرانس صلح ارائه شد. این سند عبارت از ۱۴ بخش است. در اینجا اطلاعات وسیع و جامع در مورد تاریخی-قوم نگاری، وضعیت اقتصادی و سیاسی آذربایجان به نمایندگان کنفرانس ارائه می‌شد. هیئت آذربایجانی به رهبری ع. توپچوباش اف ضمن گسترش فزاینده فعالیت‌های خود، به اتفاق نمایندگان گرجستان، لتونی، استونی، قفقاز شمالی، بلاروس و اوکراین در تاریخ ۱۳ ژوئن، ۷ ژوئیه و ۸ اکتبر ۱۹۱۹ به رئیس کنفرانس صلح یادداشت اعتراض، اعلامیه و نامه ارسال کرد.
۱۵ ژانویه ۱۹۲۰ ع. توپچوباش اف و م. محرم اف از نمایندگان آذربایجان، ی. سیرئتیلی و ز. آوال اف از نمایندگان گرجستان به وزارت امورخارجه فرانسه دعوت شدند. ژول کامبون دبیر اول وزارتخانه ۱۱ ژانویه با اعلام به رسمیت شناخته شدن استقلال آذربایجان عملاً از سوی اعضا شورای عالی و کشورهای متحد، سند رسمی کنفرانس صلح پاریس را تقدیم ع. توپچوباش اف کرد. توپچوباش اف ضمن ارائه اطلاعات مختصر دربارهٔ وضع سیاسی آذربایجان، از بابت به رسمیت شناخته شدن کشورش از طرف دولت‌های بزرگ سپاسگزاری کرد. او در عین حال گفت که جمهوری آذربایجان هم انتظار کمک و هم به رسمیت شناختن رسمی استقلال آن از جانب کشورهای بزرگ را دارد. به رسمیت شناخته شدن جمهوری آذربایجان از سوی قدرت‌های بزرگ جهان نتیجه فعالیت‌های موفقیت‌آمیز دیپلماتیک هیئت آذربایجانی به رهبری ع. توپچوباش اف بود. علیمردان بیگ توپچوباش اف به مناسبت پیروزی به دست آمده در نتیجه کار و تلاش سخت و بی‌وقفه از پاریس به نصیب بیگ یوسف بیگ اف نخست‌وزیر جمهوری آذربایجان می‌نوشت: «هیچ چیزی مثل سیاست انعطاف‌پذیر و متغیر نمی‌باشد… اکنون عصر تقویت امیدهای ما هم برای زندگی آزاد و مستقل شروع می‌شود. ما هرگز امید خود را از دست نمی‌دادیم… به همین دلیل معتقد بودیم که مردم کشورمان می‌توانند زندگی مستقل داشته باشند و به هر نحوی استقلال ملی را بدست بیاوریم… در برابر چنین سعادت ارزشمندی هرگز عقب‌نشینی نکرده و نخواهیم کرد، زیرا ما چیزی را همتراز (برابر) با این سعادت نمی‌شناسیم».
علیمردان بیگ توپچوباش اف، از شخصیت‌های برجسته جمهوری خلق آذربایجان در سال‌های ۱۹۲۰ تا ۱۹۳۴ در پاریس زیسته و به فعالیت‌های سیاسی و اجتماعی ادامه داده، در مورد تاریخ، جغرافی، ادبیات آذربایجان، استقرار جمهوری دموکراتیک آذربایجان و دربارهٔ شخصیت‌های ادبی کتاب‌ها نوشته و مقالاتی در روزنامه‌ها و مجلات به تحریر درآورده است. ع. توپچوباش اف به عنوان یکی از چهره‌های معروف مهاجرت سیاسی، ضمن دیدار با نمایندگان محافل رسمی فرانسه، موضوع حمایت از نیروهای ملی در مبارزه برای پایان اشغال آذربایجان را مطرح و مسایل مربوط به روابط دوجانبه را مورد مذاکره قرار داده‌است. او به تاریخ ۵ تا ۱۶ ژوئیه در کنفرانس اسپا (بلژیک)، از ۲۱ فوریه تا ۱۴ مارس ۱۹۲۱ در کنفرانس لندن (بریتانیا) و در ماه‌های آوریل و می ۱۹۲۲ در کنفرانس جنوا (ایتالیا) و سایر همایش‌ها شرکت کرد. ع. توپچوباش اف در ۵ نوامبر ۱۹۳۴ در منطقه سن- دنی پاریس درگذشت و در گورستان «کلاود مقدس» خاکسپاری شد.
ناگفته نماند که سِوَر خانم مادر علیمردان بیگ از خاندان «وکیل اف» بود.

## یاد و خاطره او
فیلم «قبرهای غریب» در مورد علیمردان بیگ توپچوباش اف در حال ساخت است.